# آلتوید
آلتوید دهکده ای در نزدیکی شهر نویوید در ایالت راینلاند-فالتس آلمان است.